# На крилах пісень
«На крилах пісень» — перша збірка поетичних творів Лесі Українки, що вийшла друком у Львові 1892 року
У виданні збірки брав безпосередню участь Іван Франко. Леся Українка надсилала йому частинами рукопис збірки, він наглядав за складанням книжки у друкарні Наукового товариства ім. Шевченка. У бібліотеці НТШ збереглася частина набірного примірника рукопису збірки.
На обкладиниці зазначено 1893 рік. Проте, на титулі сторінки вказано 1892 рік.

## Поезії і поетичні цикли
Збірка складається з поетичних творів, написаних у 1880-х роках, та ранніх поем «Самсон» (1888), «Місячна легенда» (1891–1892), «Русалка» (1885). 
Головною особливістю збірки є циклічність творів, їх компонування за мотивами, а не за хронологією та жанрами. Завдяки такому прийому  цикл сприймається читачем як єдиний завершений твір. 
Має 6 поетичних циклів, а саме:
"Сім струн", "Зоряне небо", "Сльози-перли", "Подорож до моря", "Кримські спогади", "В дитячому крузі". 
- Сім струн («Посвята дядькові Михайлові»)
  - Do (Гімн)
  - Re (Пісня)
  - Mi (Колискова)
  - Fa (Сонет)
  - Sol (Rondeau)
  - La (Nocturne)
  - Si (Settina)
- Зоряне небо
  - «Зорі, очі весняної ночі!»
  - «Єсть у мене одна…»
  - «Моя люба зоря ронить в серце мені…»
  - «Я сьогодні в тузі, в горі…»
  - «В небі місяць зіходить смутний…»
- Конвалія
- Напровесні
- Contra spem spero!
- «Коли втомлюся я життям щоденним…»
- Мій шлях
- В'язень
- Співець
- Розбита чарка
- Сосна
- «Якщо прийде журба…»
- Сафо
- До мого фортепіано (Елегія)
- Досвітні огні
- В магазині квіток
- Надія
- Сльози-перли (Посвята Іванові Франкові)
  - «Сторононько рідна! коханий мій краю!»
  - «Україно! плачу слізьми над тобою…»
  - «Всі наші сльози тугою палкою…»
- Сон
- Сон літньої ночі
- Сонет
- На роковини Шевченка
- «Скрізь плач, і стогін, і ридання…»
- До натури
- Вечірня година
- Завітання
- На давній мотив
- Пісня
- У путь
- Остання пісня Марії Стюарт
- Подорож до моря (Посвята сім'ї Михайла Ф. Комарова)
  - «Прощай, Волинь! прощай, рідний куточок!»
  - «Далі, все далі! он латані ниви…»
  - «Красо України, Подолля!»
  - «Сонечко встало, прокинулось ясне…»
  - «Великеє місто. Будинки високі…»
  - «Далі, далі від душного міста!»
  - «Ой високо сонце в яснім небі стало…»
  - «Вже сонечко в море сіда…»
  - «Кінець подорожі…»
- Самсон
- Кримські спогади (Посвята братові Михайлові)
  - Заспів
  - Тиша морська
  - Грай, моя пісне!
  - Безсонна ніч
  - На човні
  - Негода
  - Мердвен
  - Байдари
  - Татарочка
  - Бахчисарай
  - Бахчисарайський дворець
  - Бахчисарайська гробниця
  - Надсонова домівка в Ялті
- Місячна легенда
- Русалка
- В дитячому крузі
- «На зеленому горбочку…»
- «Літо краснеє минуло…»
- «Мамо, іде вже зима…»
- «Тішся, дитино, поки ще маленька…»
- Веснянка